# Màscares mexicanes
L'art de les màscares populars mexicanes fa referència a la fabricació i ús de màscares per a alguns balls o cerimònies tradicionals a Mèxic. La realització d'aquestes màscares es remunta a alguns milers d'anys; de fet ja s'utilitzaven en rituals durant l'arribada dels invasors espanyols. En l'època colonial els evangelistes tractaren d'usar màscares com a instrument per a ensenyar religió catòlica als asteques, però les autoritats colonials intentaren prohibir aquesta pràctica, sense èxit. Després de la independència, les màscares i danses tradicionals han aconseguit un sincretisme: han evolucionat en diferents formes en la cultura popular, que representen la història mexicana. La majoria de màscares són de fusta, algunes de cuir, cera, cartró, paper maixé, etc. Les principals figures que es realitzen amb les màscares tradicionals són europeus (espanyols, francesos, hisendats, etc.), afromexicans, ancians, animals i éssers fantàstics o sobrenaturals, especialment dimonis.

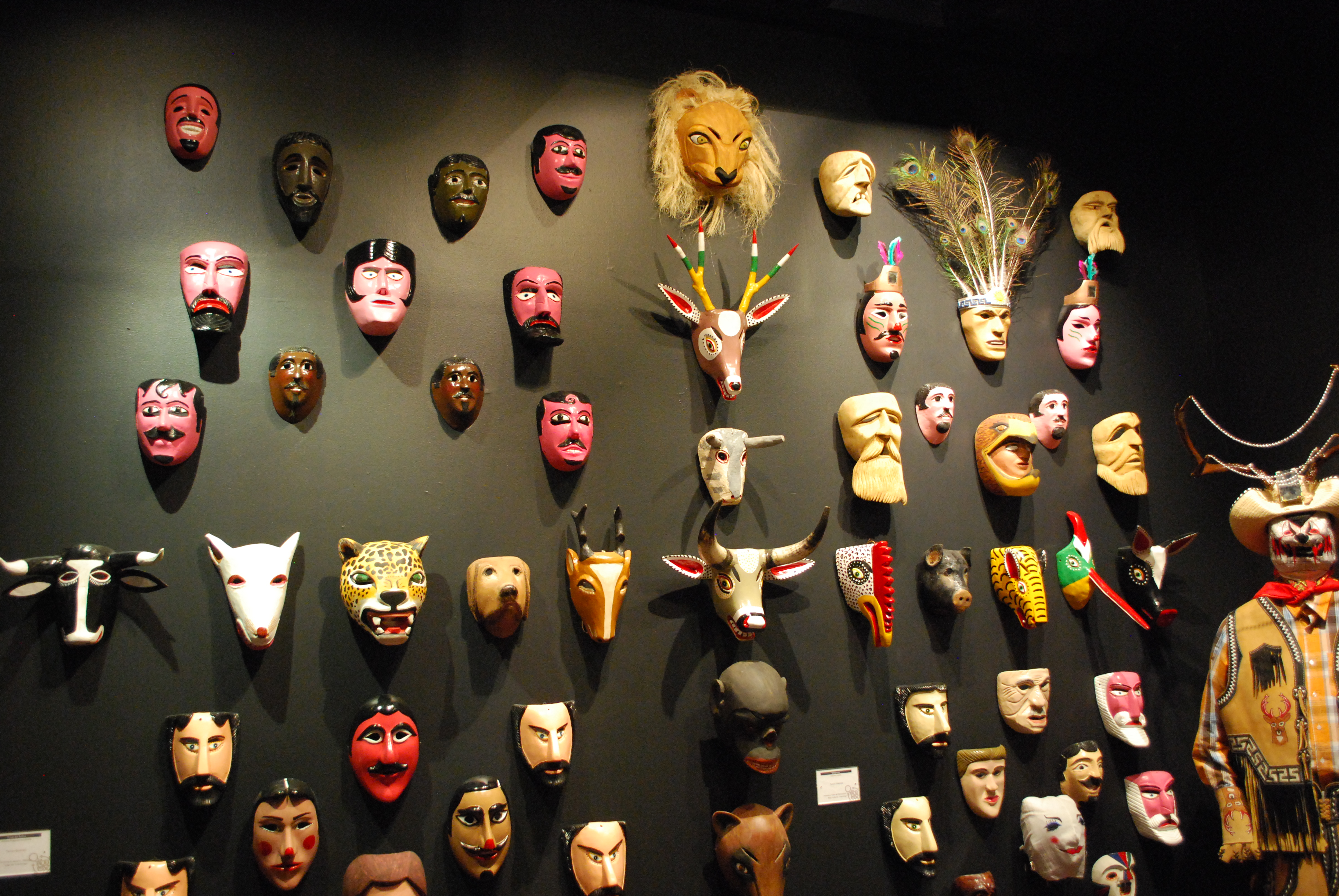
Màscares d'exhibició en el Museu d'Art Popular de Ciutat de Mèxic

## Història

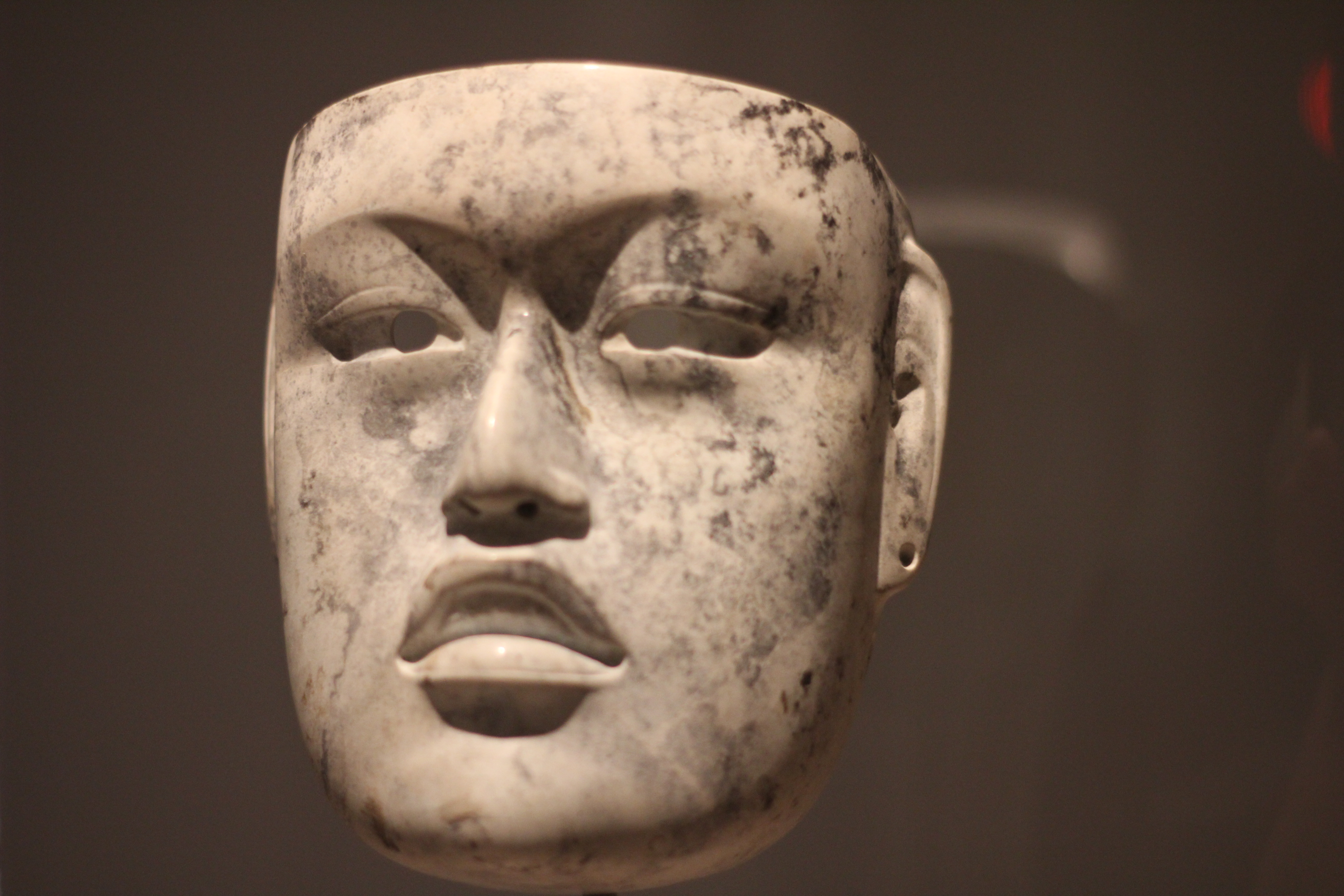
Màscara olmeca de Veracruz en el Museu d'Art de Dallas

L'ús de màscares i disfresses formava part important de la cultura mesoamericana molt abans de l'arribada dels espanyols. S'han trobat moltes màscares amb milers d'anys d'antiguitat fetes amb ossos a Tequixquiac, estat de Mèxic. Les màscares tradicionals tenen diversos usos, sobretot per a cerimònies i ritus, especialment en representacions de balls i processons. Les màscares les utilitzaven els sacerdots per a reencarnar deïtats. Es vestien com el guerrer jaguar o l'àguila guerrera per tal d'obtenir la seua força i poder. Les màscares de funerals sols s'empraven per als enterraments de persones d'elit, com el del rei K'inich Janaab' Pakal: per a aquestes ocasions les màscares es feien amb materials especials, com ara jade, petxina, obsidiana, hematita... Les màscares que s'usaven en representacions teatrals i balls tenien una àmplia gamma de dissenys d'animals de Mesoamèrica; els ancians i ancianes feien aquestes representacions de manera còmica per burlar-se dels grups ètnics veïns. Algunes de les màscares que s'elaboraren amb pedra o fang cuit han pogut sobreviure fins a l'actualitat, però la majoria eren fetes de productes biodegradables com la fusta, paper d'atzavara, tela i plomes, per la qual cosa només es poden conéixer per còdexs, representacions en escultures i escrits dels invasors espanyols. El coneixement de les màscares també ha sobreviscut gràcies a les representacions d'algunes danses de l'època ameríndia com els Tecuanes, Tigres i Tlacololeros.

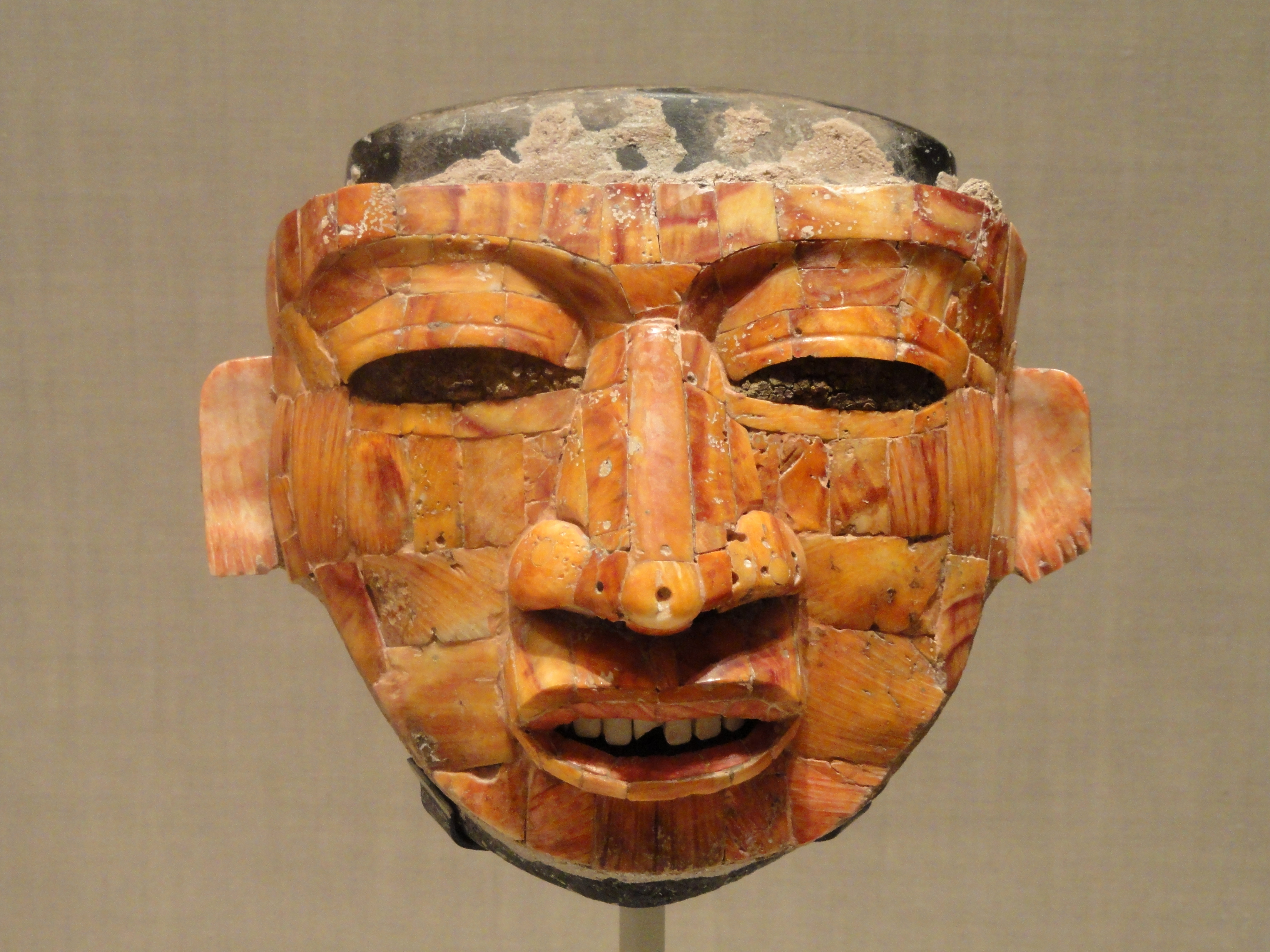
Màscara de Teotihuacan en l'Institut d'Art de Chicago

Després de la conquesta de l'Imperi asteca, molts historiadors espanyols descobriren els rituals i cerimònies religioses dels mexicans, incloent-hi els que usaven màscares. Tot i que els espanyols prohibiren la religió mexicana els evangelizadors catòlics utilitzaren la cultura autòctona com les màscares i els espectacles per a promoure la seua religió amb obres de teatre i representacions de balls. Van sorgir noves danses per la influència dels actes sacramentals i els drames al·legòrics dels catòlics. Una de les més importants fou la desfilada que representava la batalla de moros i cristians, en què s'usaven màscares per a representar els moros. Aquesta dansa fou ràpidament acollida pels pobles autòctons i representada en les seues llengües. Altres balls en què s'empren màscares que s'han desenvolupat respecte a la invasió de Mèxic són el de Setmana Santa, Dia de Morts, així com el carnestoltes a Mèxic, una festa d'Europa que hi introduïren els espanyols. Les màscares amb representacions d'Hernán Cortés, Malintzin, pastors, diables i reis han estat molt desenvolupades i són molt variades. Se sap molt poc sobre les màscares colonials, però es creu que provenen dels tallers que es dedicaven a fer imatges de sants, ja que tenien representacions sofisticades i molt realistes dels rostres; també es pensa que les realitzaven les persones que venien i llogaven disfresses per als artistes, i altres les degueren fer els mateixos ballarins. El desenvolupament de balls i altres esdeveniments en què s'empraven màscares es van convertir en un sincretisme entre la cultura espanyola catòlica i les tradicions nadiues dels asteques, especialment per Setmana Santa: la primera que se'n feu va coincidir amb l'Any nou mexicà i el nou cicle agrícola. Moltes màscares que es van desenvolupar durant l'època colonial eren usades per a burlar-se de les autoritats espanyoles: per això, durant un temps, les màscares i balls foren prohibits per les autoritats des del s. XVI fins al XVIII.
Malgrat aquestes prohibicions, els festeigs amb màscares sobrevisqueren fins a la Independència de Mèxic, quan les lleis de la Santa Inquisició espanyola foren totalment revocades, i en restaren pràctiques autòctones barrejades amb catòliques i altres tradicions europees. Al s. XIX, quan les màscares tradicionals fetes a mà no eren tan valorades, la gent comprava màscares i disfresses en botigues, sobretot per al Carnestoltes.
Després de la Revolució mexicana alguns aspectes de les tradicions mexicanes es revaluaren, incloent-n'hi l'artesania tradicional i rural. Hui les festes de màscares i balls són més freqüents en àrees de l'estat amb grans concentracions de gent autòctona. Encara es poden trobar màscares sofisticades fetes per imatgers en estats com Tlaxcala, Puebla, Oaxaca, Chiapas i Michoacán, però en la majoria dels casos les màscares són fetes a mà per artesans. La història i costums es plasmen en els balls tradicionals: que inclouen la conquesta espanyola, la independència dels espanyols i la batalla de Puebla, i hi utilitzen personatges emmascarats.

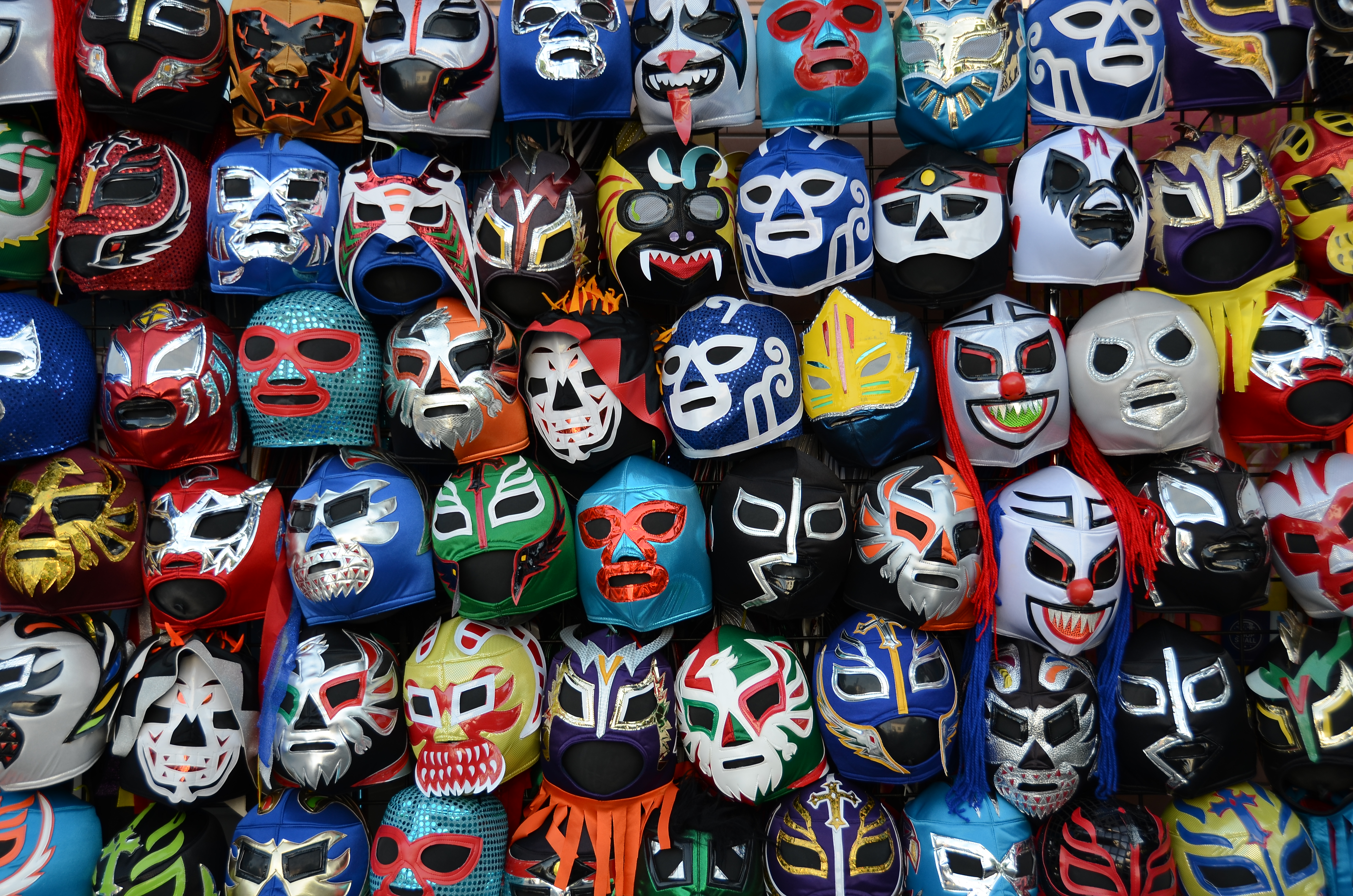
Màscares de lluita lliure

Actualment, moltes de les màscares són utilitzades només per a rituals i celebracions, tot i que n'hi ha hagut moltes variacions en la cultura popular moderna. Algunes màscares tradicionals s'han tallat amb el perfil d'artistes coneguts com a Pedro Infante i Cantinflas. La influència del Halloween dels Estats Units ha donat lloc a màscares comercials fetes per al Dia de morts. Alguns personatges de còmics, televisió o pel·lícules com El Chapulín Colorado i Karmatrón i els Transformables s'han reproduït en màscares. Però les màscares més importants s'usen en l'art popular mexicà i es relacionen amb la lluita lliure: en aquest àmbit la màscara és un símbol d'identitat del lluitador, estan fetes de tela per cobrir el cap i la cara amb reforços de plàstic al voltant de la boca i ulls. Els dissenys són únics per cada a lluitador. Moltes d'aquestes màscares han estat heretades de pare a fill com El Santo, Blue Demon, Els Germans Dinamita, Tinieblas i Dos Caras. En el cas de l'atac anomenat "lluita d'oposats" el perdedor perd la màscara i el seu rostre és revelat; després d'això la màscara mai no s'usarà de nou.

## Ús de les màscares

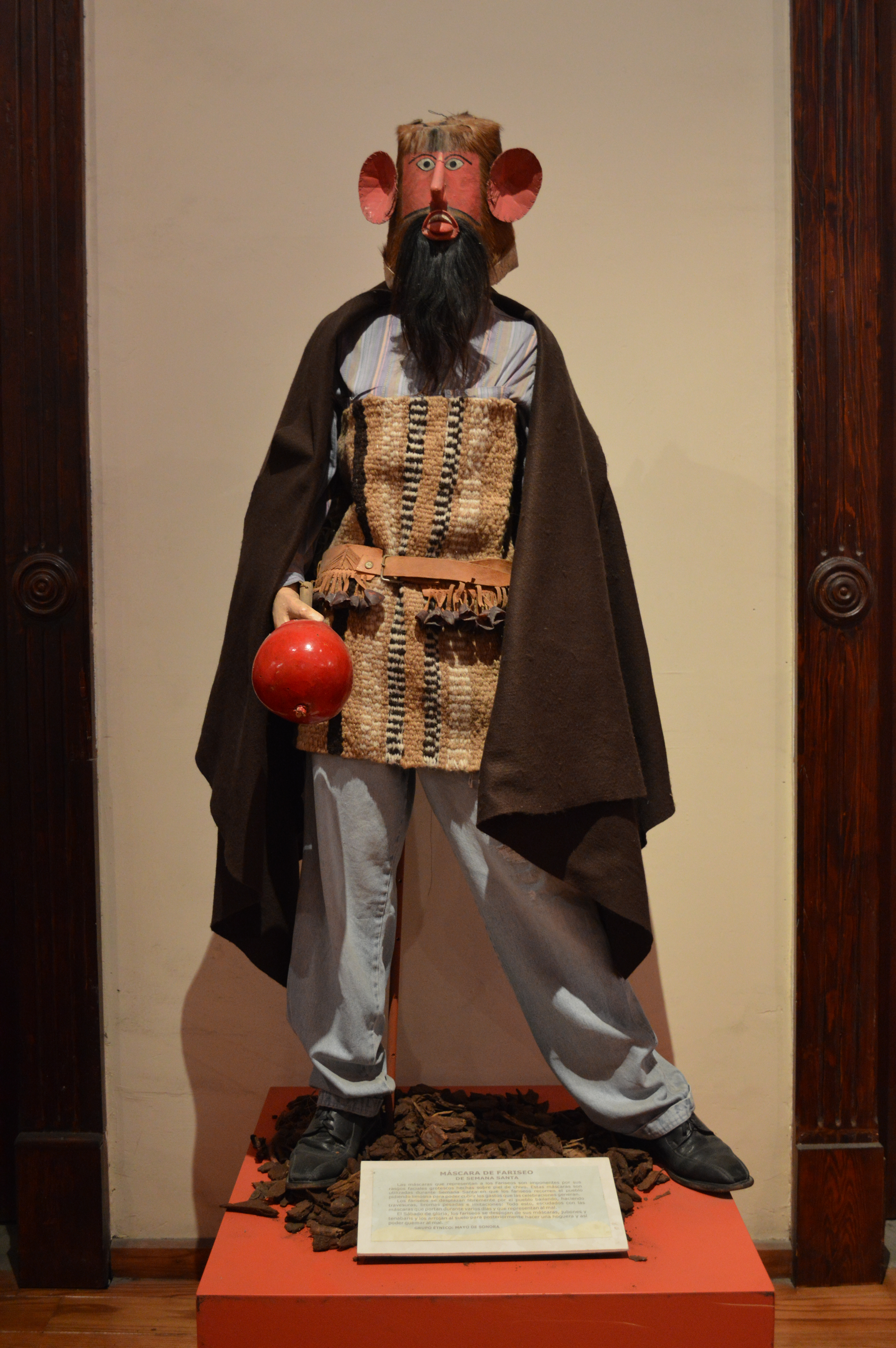
Representació del ball "Fariseo" de l'ètnia mayo a Sonora, al Museu Nacional de la Màscara

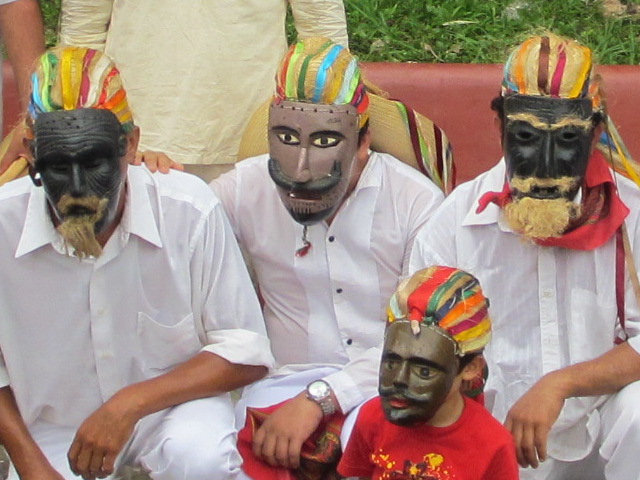
Ballarins emmascarats per a la dansa del Caballito Blanco a Nacajuca, Tabasco

Les màscares a Mèxic s'empren en una gran varietat de balls, cerimònies, festivals i obres de teatre, acompanyades de vestuari o disfressa. L'ús més comú de les màscares és en els balls tradicionals, que són com obres de teatre, amb una història, personatges i música; l'única diferència és que els músics no són professionals. L'objectiu de les màscares és convertir els actors en altres personatges. Les màscares són un element molt important: si l'actor o ballarí no usa una màscara, s'ha de posar ulleres fosques per indicar que no és el mateix; també existeix el doble "emmascarament", que consisteix a usar ulleres negres sobre la màscara. A vegades, els actors homes representen papers de dones utilitzant màscares. La raó d'això és que a Europa es prohibia que les dones actuassen o ballassen: aquesta prohibició arriba a Mèxic amb la conquesta dels espanyols. Un exemple d'un personatge femení representat per homes és Malintzin, que és un personatge de la dansa sobre la invasió espanyola.
Els actes en què se solen utilitzar màscares van des de petites festes en ranxos, pobles o barris de grans ciutats fins als grans esdeveniments catòlics com el Nadal, el Carnestoltes, la Setmana Santa, la festa de la Creu de Maig, l'Eucaristia, el Dia de Morts i les festes dels sants. Les màscares s'usen sobretot en el Carnestoltes, Setmana Santa i el Dia de Morts, i sempre s'acompanyen amb vestuaris molt elaborats. Les màscares que s'empren més en Carnestoltes són d'ancians, grangers, afroamericans, la mort i animals. Exemples d'aquests Carnestoltes són l'espectacle del "tigre" a Oaxaca, Chiapas i Tabasco, les representacions de la vida a la colònia de l'estat de Mèxic o la recreació de la batalla de Puebla en el Carnestoltes de Huejotzingo de Puebla. Un tipus de màscares molt popular són les que ridiculitzen els poderosos i rics de l'època colonial, alguns balls on es representa això són el ball de Chinelo a Tlayacapan, Morelos. Algunes de les màscares de vells i diables tenen connotacions sexuals. Moltes de les danses també es refereixen a la propera temporada de pluges, quan es produeix la major part de la collita, amb l'ús de pluja i dacsa. En les desfilades i processons de Setmana Santa tot gira sobre la Passió de Crist. En aquesta representació, personatges com Maria i Josep no duen màscares, però altres com Judes Iscariot o Ponç Pilat solen ser els personatges sempre emmascarats, igual que els "perseguidors" de Jesús anomenats "jueus", "romans", "fariseus" o "chapokobam". Un exemple de les màscares emprades el Dia de Morts és el de la regió Huasteca, que retraten els ancestres amb màscares per a l'ocasió.
Les màscares tradicionals són la possessió més preuada d'un ballarí. En alguns pobles, com en els chontals de Tabasco, les màscares les guarden a l'església mentre no s'utilitzen. Però també hi ha pobles que destrueixen màscares com a part dels rituals de Setmana Santa, com els cores, o els yaquis. Els cores destrueixen les màscares de paper maixé, submergint-les en un riu, i els yaquis les cremen: tots dos són actes de purificació.

## Fabricació de màscares

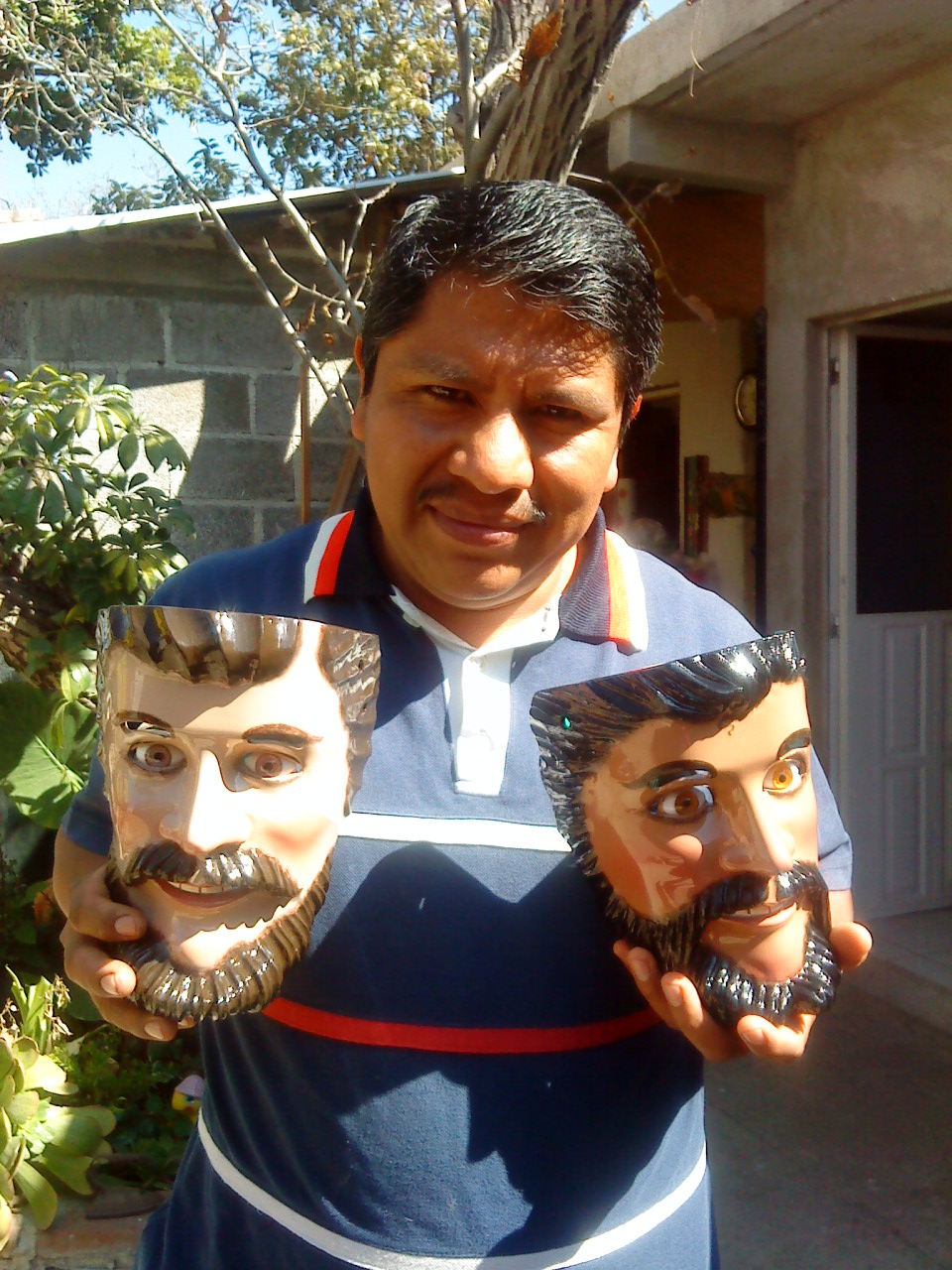
Artista de Tlaxcala amb màscares de Carnestoltes

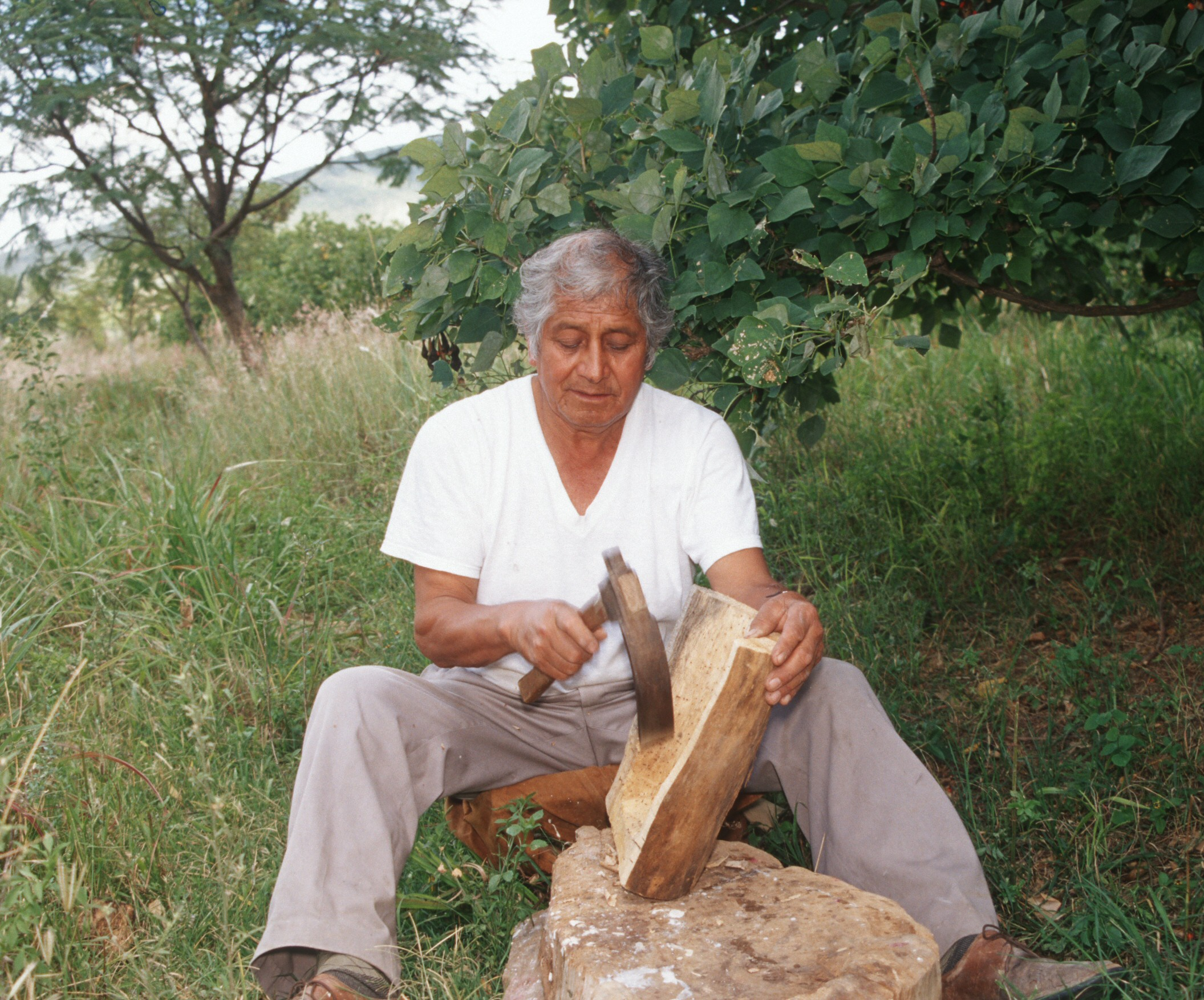
L'artesà Isidoro Cruz Hernández d'Oaxaca elabora una màscara

Les màscares tradicionals encara es fan a mà. La majoria de les comunitats tradicionals tenen una persona especialitzada en l'art de les màscares; sol ser un home, que n'aprengué els coneixements i la tècnica de son pare; a vegades n'hi ha excepcions i les dones també poden ser expertes en l'art de les màscares. Alguns fabricants s'especialitzen a fer les màscares d'alguna dansa en particular. Els experts en la realització de màscares són molt respectats, perquè coneixen el significat de cada dansa per poder realitzar-hi la màscara adequada. Molts dels fabricants de màscares tenen altres ocupacions, com forner, treballador de cera, treballador en una fàbrica o fuster. Una sèrie d'artesans que realitzen màscares també s'encarreguen de tallar les figures religioses, anomenats "santeros": les màscares que fan aquests artesans tendeixen a tenir trets molt definits i acabats que imiten la pell humana. La producció de màscares es dirigeix més als ballarins, però també es venen a col·leccionistes, i a voltes sorprenentment als turistes, especialment a Guerrero. No és fàcil diferenciar les màscares fetes per a turistes de les autèntiques màscares tradicionals. En algunes comunitats, hi ha tanta demanda de màscares que els artesans passen el temps complet fabricant-les, i la majoria s'utilitza en els festivals principals, com ara a Tlaxcala, perquè quasi tots els seus personatges van emmascarats. També hi ha casos en què els mateixos ballarins es fan les màscares, com els cores de Nayarit i els mayo i yaquis de Sinaloa i Sonora: normalment aquestes màscares no són de fusta. En els cores, els ballarins estan obligats a fer-se les màscares de paper maixé, pintat de blanc i lligat amb un drap com a part dels ritus de Setmana Santa. El Dimecres Sant els ballarins porten màscares, en Dijous Sant hi afegien línies negres, que després són tenyides el Divendres Sant.
Les màscares tradicionals se solen fer amb distints tipus de fusta; la recol·lecció d'aquesta fusta varia depenent de quan i com poden ser esporgats els arbres. La fusta més utilitzada és "zompantle", també anomenada "pal bofe" o "colorín" (Erythrina coralloides): és una planta de la família de les lleguminoses, que produeix una fusta blanca i suau, més utilitzada per a objectes artístics; l'ús d'aquesta planta s'associa a ritus precolombins, mai s'empra per a articles utilitaris. Altra fusta comuna per a la realització de màscares són el cedre roig i l'"ayacahuite" (Pinus ayacahuite), importants per la seua resistència contra insectes. La fusta Poplar s'utilitza més perquè és més fàcil treballar-hi, ja que és molt prima i no s'ascla; aquesta mena de fusta s'utsa molt en les danses de Pascola que fan els mayos i yaquis. La fusta més emprada per elaborar màscares són el mezquite i l'alvocat (Persea americana). Aquestes màscares de mezquite es troben a Hidalgo, Zacatecas i al nord-oest mexicà, i les de fusta d'alvocat a l'estat de Mèxic. La fusta de copal és més usada a Michoacán i Oaxaca, però també pot es pot trobar a Sonora i altres estats.

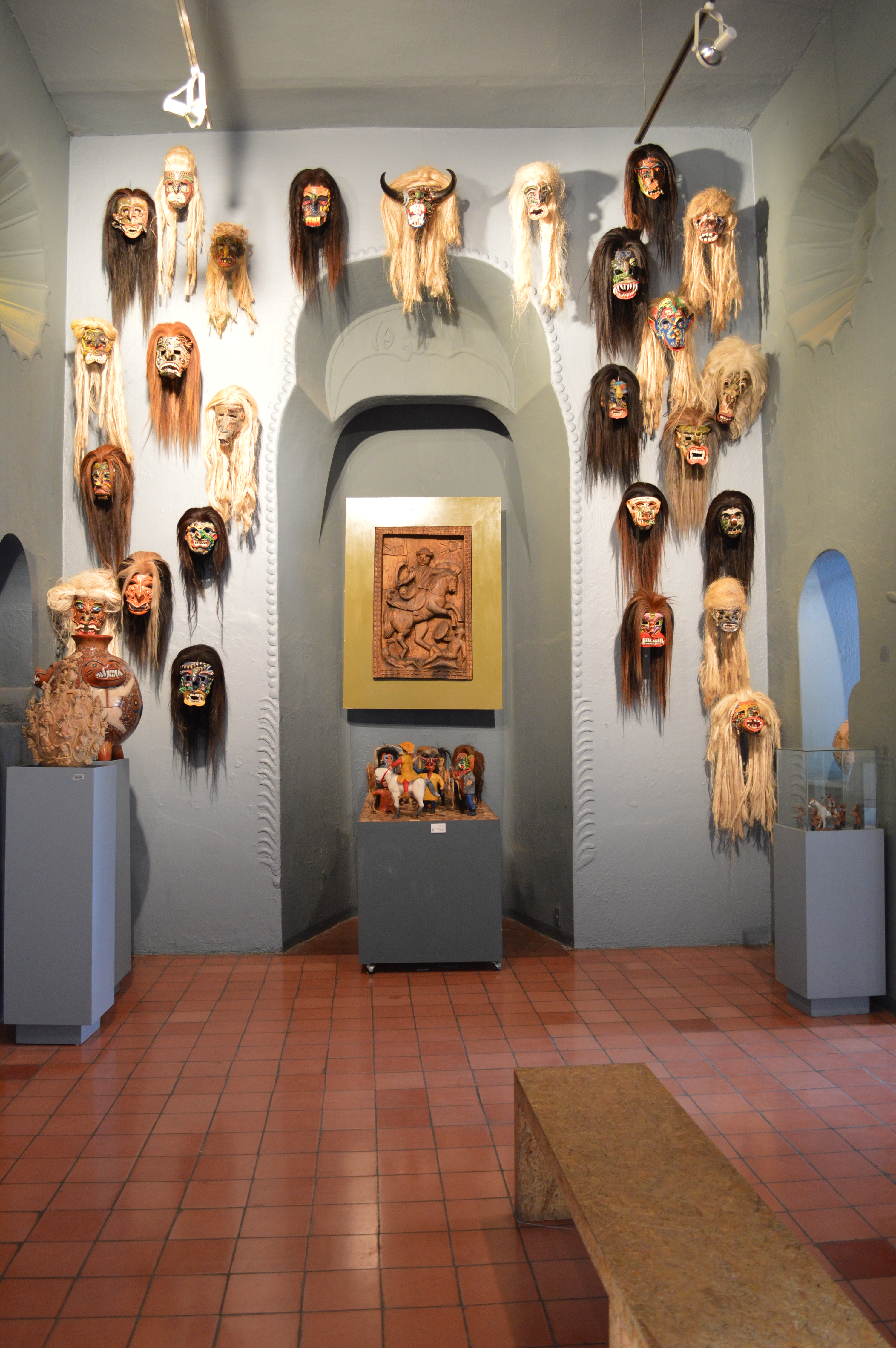
Màscares de tastoanes de ceràmica al Museu Nacional de Ceràmica de Tonalá, Jalisco

Altres materials que s'usen per fer màscares són cera, fang cuit, cuir, tela, malla de filferro, xapa, rodes de goma, cartró i paper maixé. Les màscares de cera es fan a Ciutat de Mèxic: tenen una aparença més realista. Altres àrees que utilitzen aquest tipus de màscares són Zaachila, San Bartolo Coyotepec, els zapoteques i en algunes comunitats prop d'Oaxaca. Aquestes màscares es fan seguint la pròpia cara del client. Per a les màscares de fusta s'usen eines com matxets, raors i ganivets; sovint les eines les fa el mateix artesà. La laca és usada en llocs com Michoacán i Guerrero, on la tècnica s'aplica en molts altres articles.

## Tipus de màscares
Les màscares mexicanes varian massa, perquè la màscara que s'usa per a algun ball pot modificar-se depenent del poble on es represente. I solen denotar éssers humans, gent famosa, animals, éssers sobrenaturals, conceptes abstractes, àliens i criatures de fantasia. Algunes màscares combinen elements de distintes categories.
Les màscares han representat les tres ètnies de la història mexicana: amerindis, espanyols i africans. Les màscares amb trets asiàtics es poden trobar al llarg de la costa del Pacífic, on els immigrants de la Xina i Filipines s'han assentat. La majoria de màscares mexicanes representen rostres masculins, sobretot les del Carnestoltes, Setmana Santa, Dia de Morts i les festes de sants locals. Moltes màscares humanes són molt realistes. Altres estan tan estilitzades que els rastres facials només s'hi suggereixen. Les expressions varien depenent del personatge que s'hi estiga recreant.

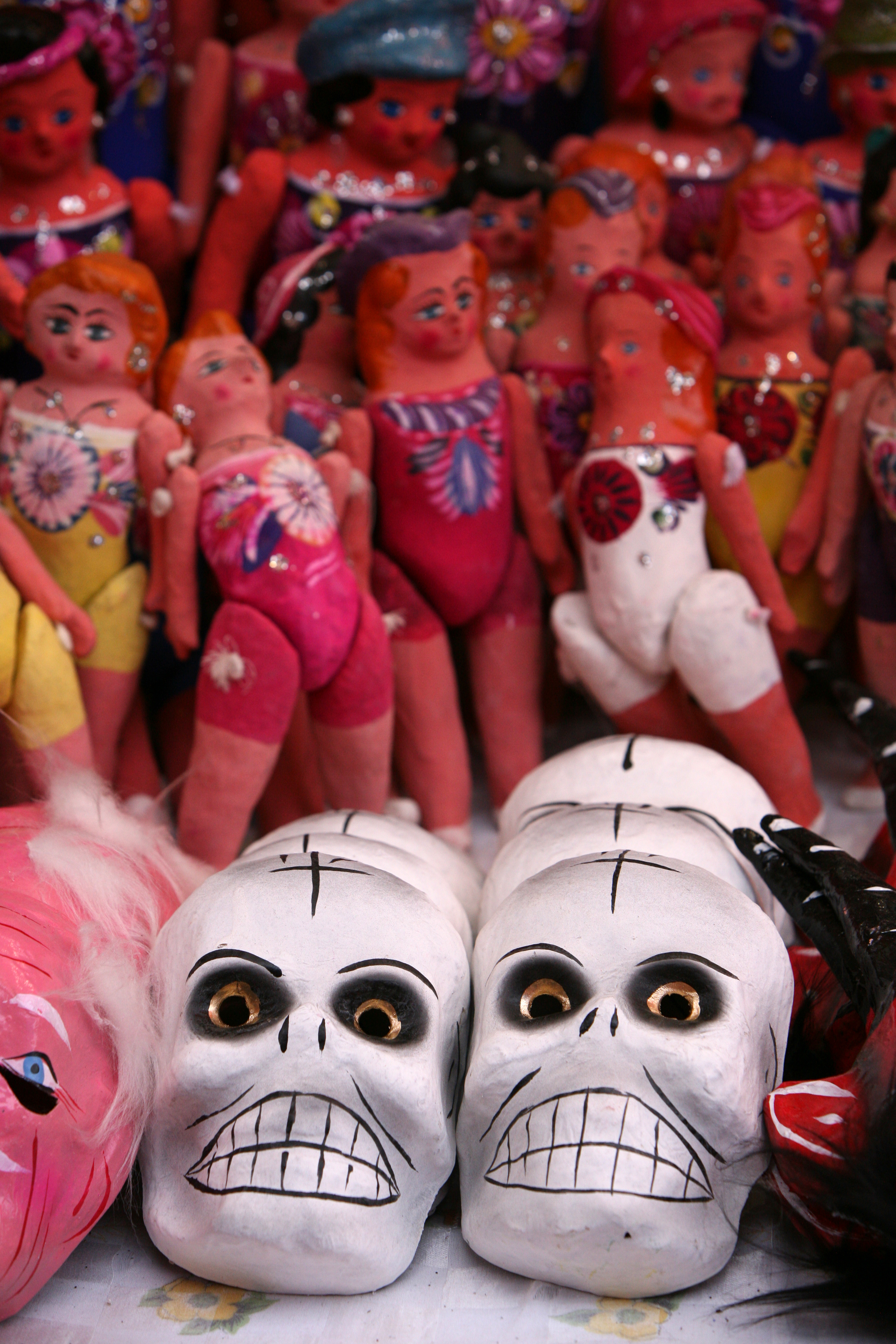
Màscares del crani i altres articles fets amb paper maixé

Les màscares varian segons els materials que s'usen per elaborar-les; les més populars són de fusta, però també se'n poden usar d'argila, que s'utilitzaven en l'època ameríndia, i encara es poden trobar a Metepec, algunes de tostones a Jalisco i la majoria en els balls de Michoacán.

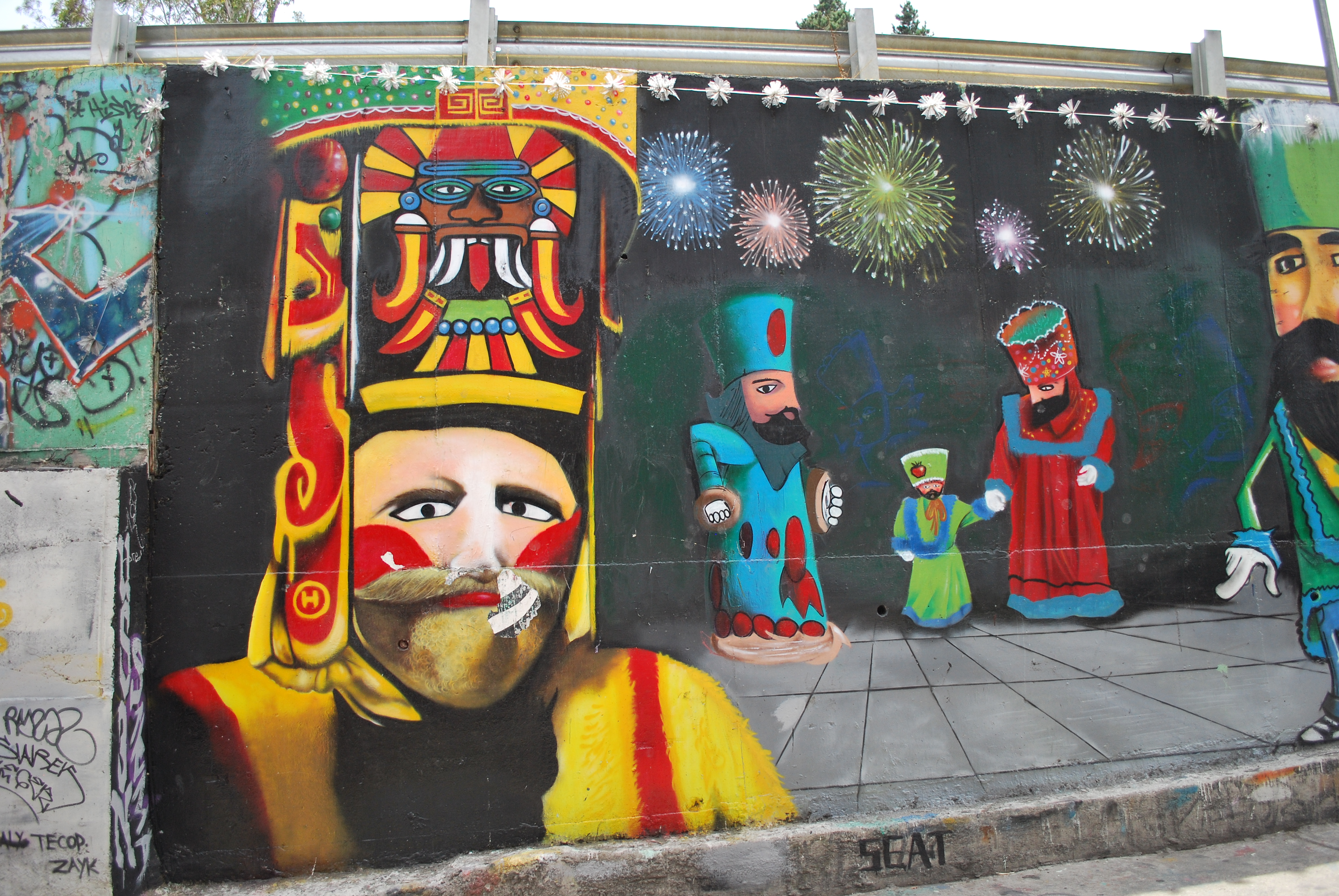
Mural de ballarins amb màscares de Chinelos a San Andrés Totoltepec, Tlalpan, Ciutat de Mèxic

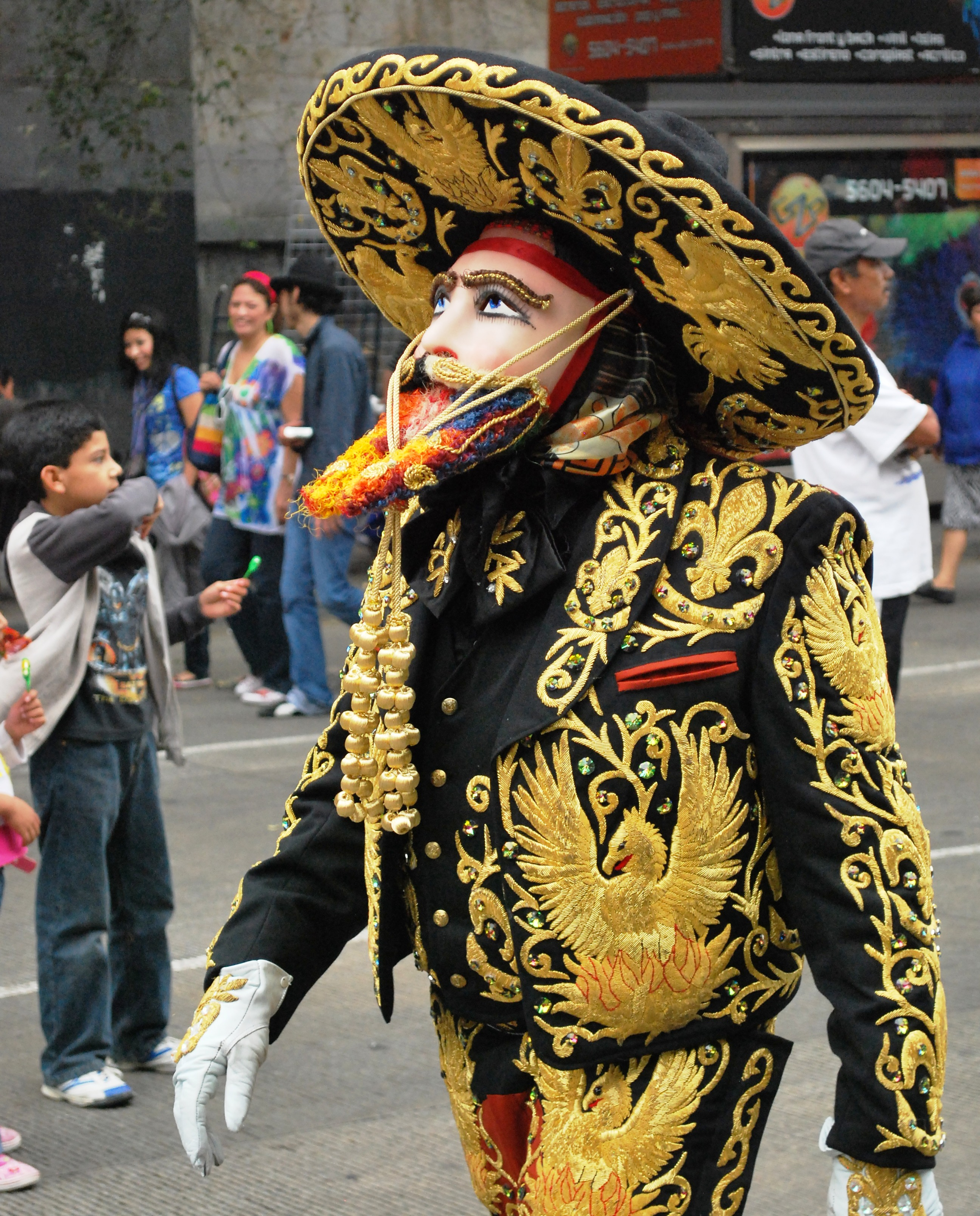
Ballarí emmascarat en vestit de mariachi en la desfilada d'Alebrijes a Ciutat de Mèxic

Hi ha danses que parodien als europeus, especialment als rics amos d'hisendes; aquest tipus de balls es fan més en Carnestoltes, un dels més coneguts n'és el dels Chinelos, que es balla a Morelos. A Tlaxcala per al ball dels Catrines, els ballarins usen màscares amb un to de pell més clar i sostenen un paraigua per demanar pluja. L'ús de barrets i abrics també fan més representatiu el paper dels rics.

### Màscares de dones
Les dones quasi mai participen en els balls tradicionals, i són els homes els que interpreten els personatges femenins usant màscares; la majoria reflecteixen una dona modesta i virtuosa que es regeix per les regles de la societat. Malintzin, intèrpret de Cortés durant la conquesta espanyola, és un dels personatges que es representa així; a vegades la representen com una dona molt atractiva, emprant màscares amb maquillatge molt exagerat. Altres dones inconformes inclouen caràcters antisocials, com "les Vídues" del Carnestoltes de Nezquipayac i la "Borratxa" de la dansa del Torito de Guanajuato: les màscares d'aquests personatges són poc agraciades. Un altre exemple n'és la Marignuilla dels tarascos, que representa les dones de la ciutat, les quals són considerades immorals pels autòctons: aquestes màscares porten massa maquillatge i vestits molt cenyits.
Les màscares que representen dones majors poden ser representades amb rostres molt serens o com bruixes.

### Màscares d'animals
Des de l'època ameríndia, tots els animals nadius han estat representats en màscares, incloent-hi micos, armadillos (Dasypodidae), Nasua, conills, senglars, voltors, peixos, fardatxos, sargantanes i molts més. Després de la conquesta espanyola s'hi afegiren animals que van portar els invasors, com toros, cabres, ovelles, gats, porcs i cavalls.
Una criatura important representada amb màscares és la serp, animal és associat a l'aigua des de l'època autòctona, especialment amb els raigs i rius. Hui es representa més com un diable, espacialment a Guerrero, Michoacán, Colima i Guanajuato per la influència del catolicisme. Una excepció n'és el ball del cap de serp dels huaves a San Mateo del Mar, Oaxaca, en què la serp és un personatge amb la seua màscara de fusta, pintada de verd.
Un animal molt important és el jaguar o ocelot, sovint mal anomenat "tigre" en algunes danses. El jaguar apareix a Morelos, Puebla, Guerrero, Oaxaca, Chiapas i Tabasco en balls com el dels Tecuanes, Tlacololeros, Tejonrones, El Calalá o El Pochó. El capteniment dels personatges que caracteritzen el jaguar canvia, ja que pot mostrar la lluita de l'animal escapant dels caçadors o també és emprat com a símbol del cicle agrícola i la temporada de pluges. La màscara pot cobrir per complet la cara del ballarí o ser de cuir o tela i ser completada amb el vestit.

### Màscares d'ancians
Els ballarins que representen homes o dones ancians usen màscares que originàriament des de l'època autòctona podien representar ancians del llogaret o els seus avantpassats. A la vall de Mèxic un ancià pot representar el déu del foc, Huehueteotl, sobretot en relació amb la Cerimònia del Nou Foc. Hi ha també una versió de balls amb personatges ancians a Michoacán: s'anomena la Dansa dels Vellets, i es balla en els principals dies del calendari catòlic, entre Nadal i la Candelera.
Altres ballarins de personatges vells són les versions dels balls dels mixteques a Cuilapan de Guerrero, a Oaxaca; es ballen al juliol i agost, el ballarí principal duu una màscara amb un nas molt gros. En la dansa de Pasqua al nord-oest de Mèxic, un dels personatges és conegut com "el vell home de la festa", i la seua màscara pot tenir cara d'humà o d'animal, com la cabra i el mico.

### Màscares d'afroamericans
Una sèrie de balls mexicans empren màscares que imiten persones africanes o gent negra. Això té l'origen en la conquesta espanyola amb l'arribada d'esclaus africans. Aquests esclaus tenien contacte amb la població autòctona, sovint com a intermediaris entre ells i els espanyols. Aquesta experiència s'incorporà a les danses amb personatges anomenats els "negrets": les màscares d'aquests personatges varien entre les zones, els de la Costa Chica d'Oaxaca i la Costa Chica de Guerrero, en aquestes zones usen màscares amb trets de gent negra molt exagerats. Una altra àrea és la serra Juárez d'Oaxaca que els representa de forma més primitiva, amb petits ullals que sobresurten de la boca. Els de Michoacán tenen trets més fins i una expressió amable, i se'ls agrega pèl d'ovella per simular el cabell. Les màscares són part d'un vestuari molt elegant del ballarí i també porta tela de colors i tocats. En l'època colonial espanyola, els negres realitzaven moltes tasques i això ho representen els personatges en els balls. Tot i que molts africans es casaren amb la resta de la població, la màscares romanen en la cultura autòctona.

### Màscares de dimonis i altres criatures fantàstiques
Les màscares amb forma de crani tenen l'origen en l'època autòctona; la representació de la mort en aquests temps no provocava por, al contrari, es veia com a part de la vida. Actualment els cranis continuen representant la mort i poden ser blancs o amb algunes decoracions extravagants; alguns tenen l'expressió seriosa i d'altres somrient. Alguns personatges emmascarats representen conceptes abstractes com el temps i els set pecats capitals.
Les màscares fantàstiques més comunes són les dels dimonis i el mateix Satanàs. El disseny d'aquests personatges varia: alguns tenen cara d'éssers humans normals, altres tenen característiques més salvatges i grotesques i poden tenir detalls d'ésser humà, d'animal o de tots dos. Les descripcions dels déus autòctons es plasmen en màscares: Tlàloc es representa normalment amb serps al voltant dels ulls i amb els ullals d'escurçó, aquests elements es troben actualment en la màscara de diable. Tezcatlipoca era un déu de la nit; els seus colors eren el roig i el negre, aquests colors també s'apliquen a la màscara del diable.
La representació de dimonis s'ha adoptat en molts balls i ritus en què es fan sàtires sobre la moral. Satanàs apareix en les danses dels Tecuanes, la dels moros i cristians i en les celebracions de Carnestoltes. En les representacions de Nadal, anomenades pastorel·les, hi ha personatges que representen el diable i que intenten evitar que els pastors vegen el Nen déu.

## Galeria d'imatges

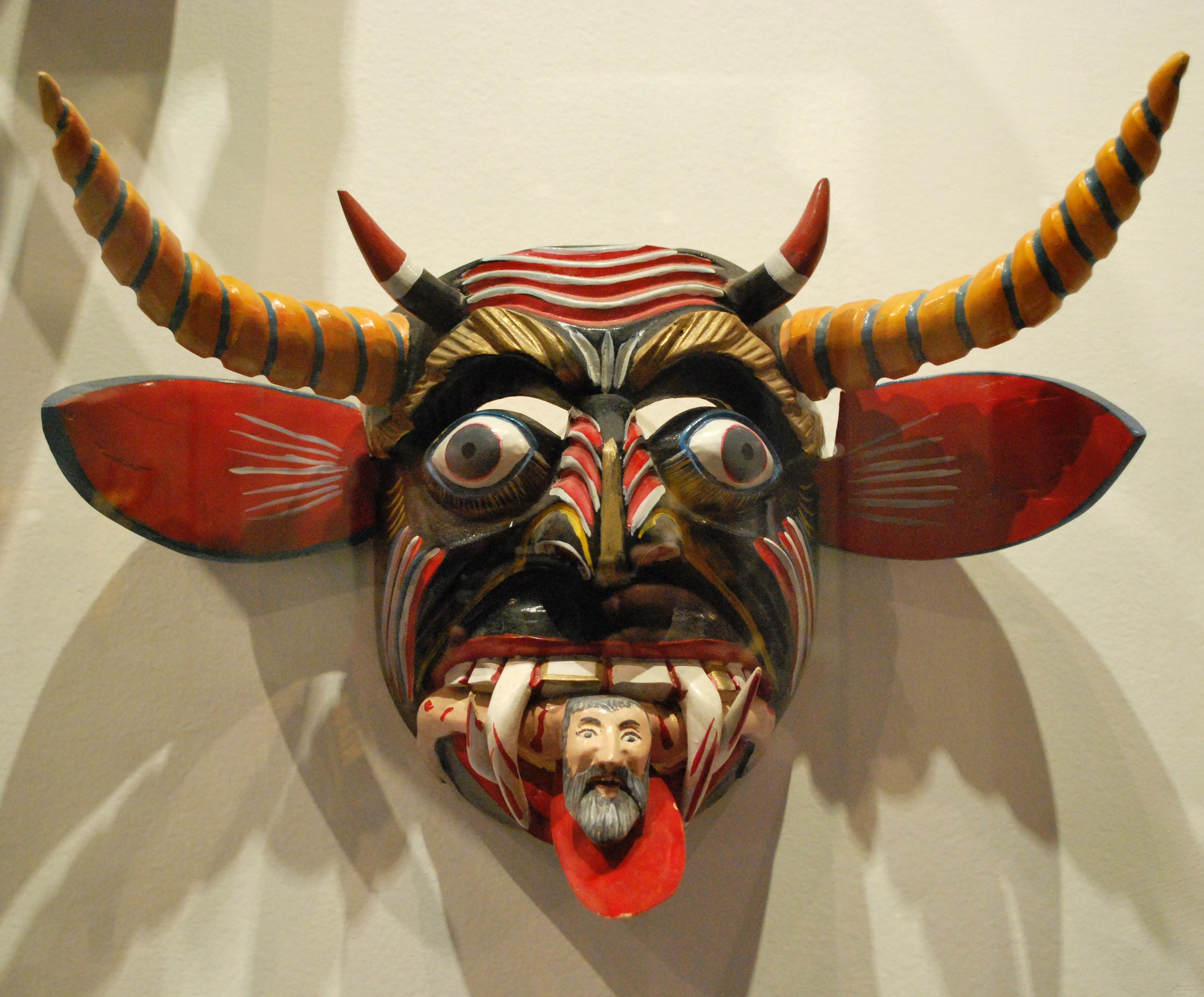
Màscara tradicional de diable per a la presentació pasqual de Tóruaco en Michoacán
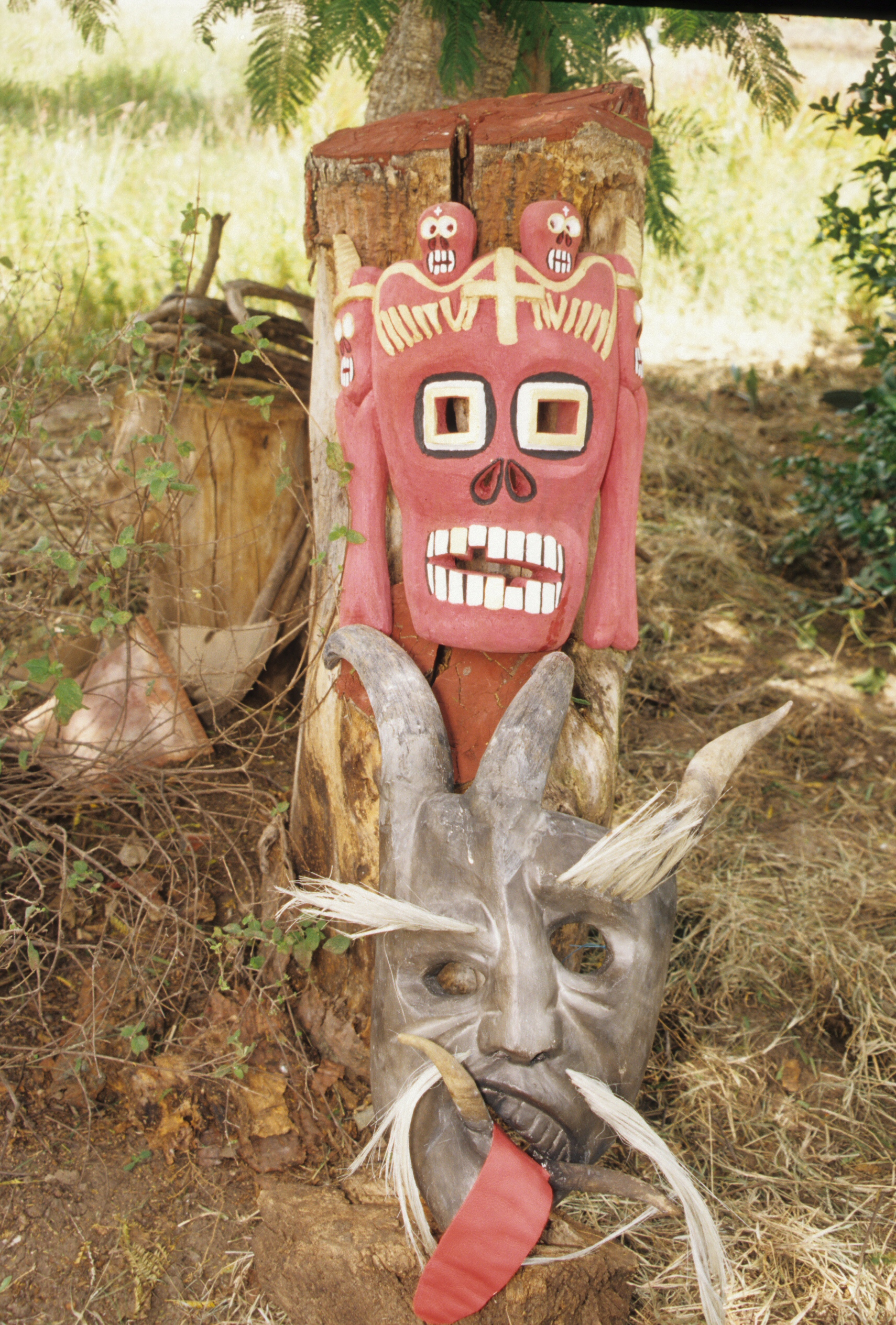
Màscares de crani i del diable d'Isidoro Cruz Hernández de San Martín Tilcajete, Oaxaca
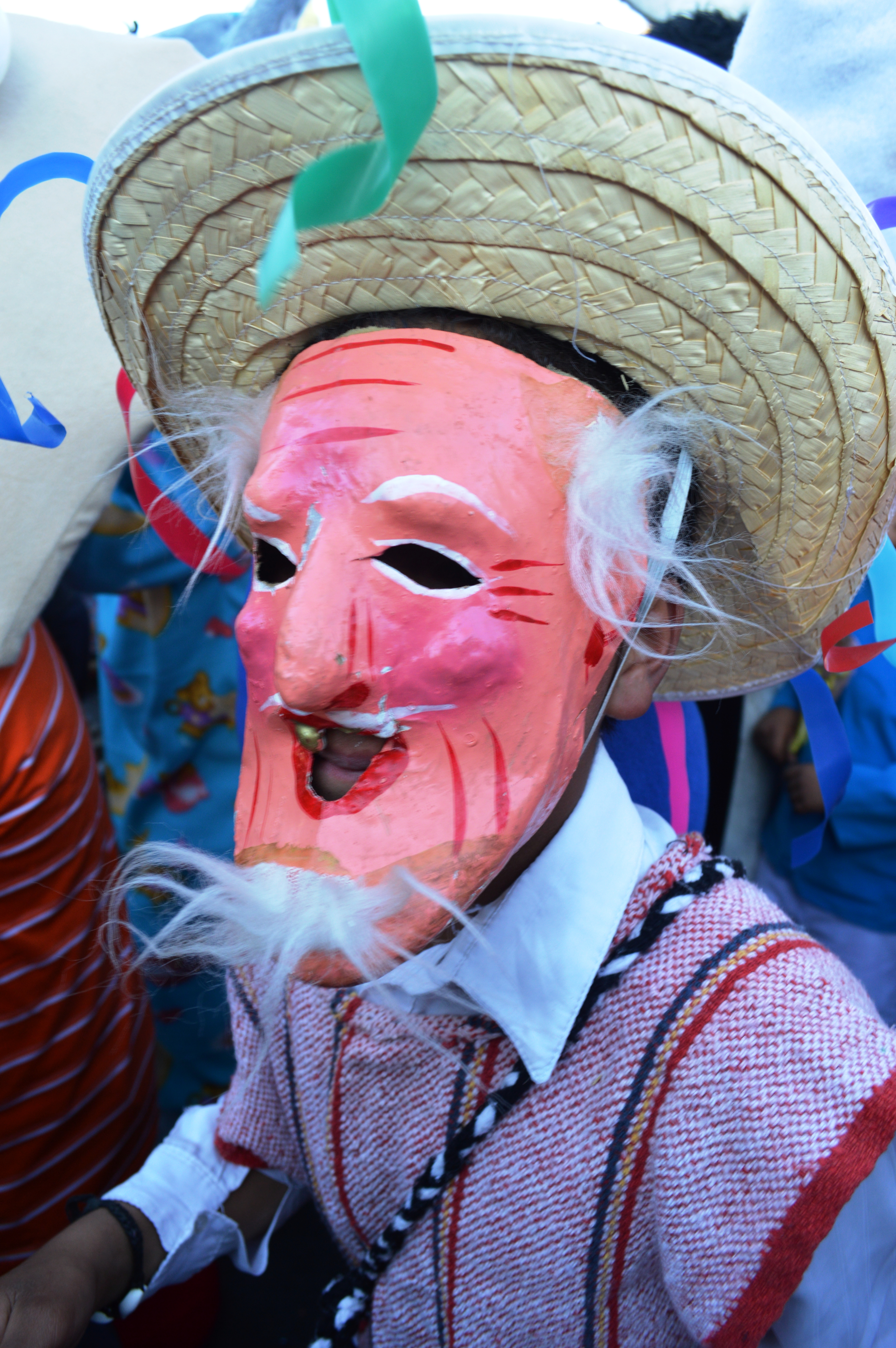
Màscara d'un ballarí vell en el Carnestoltes d'Iztapalapa, Ciutat de Mèxic
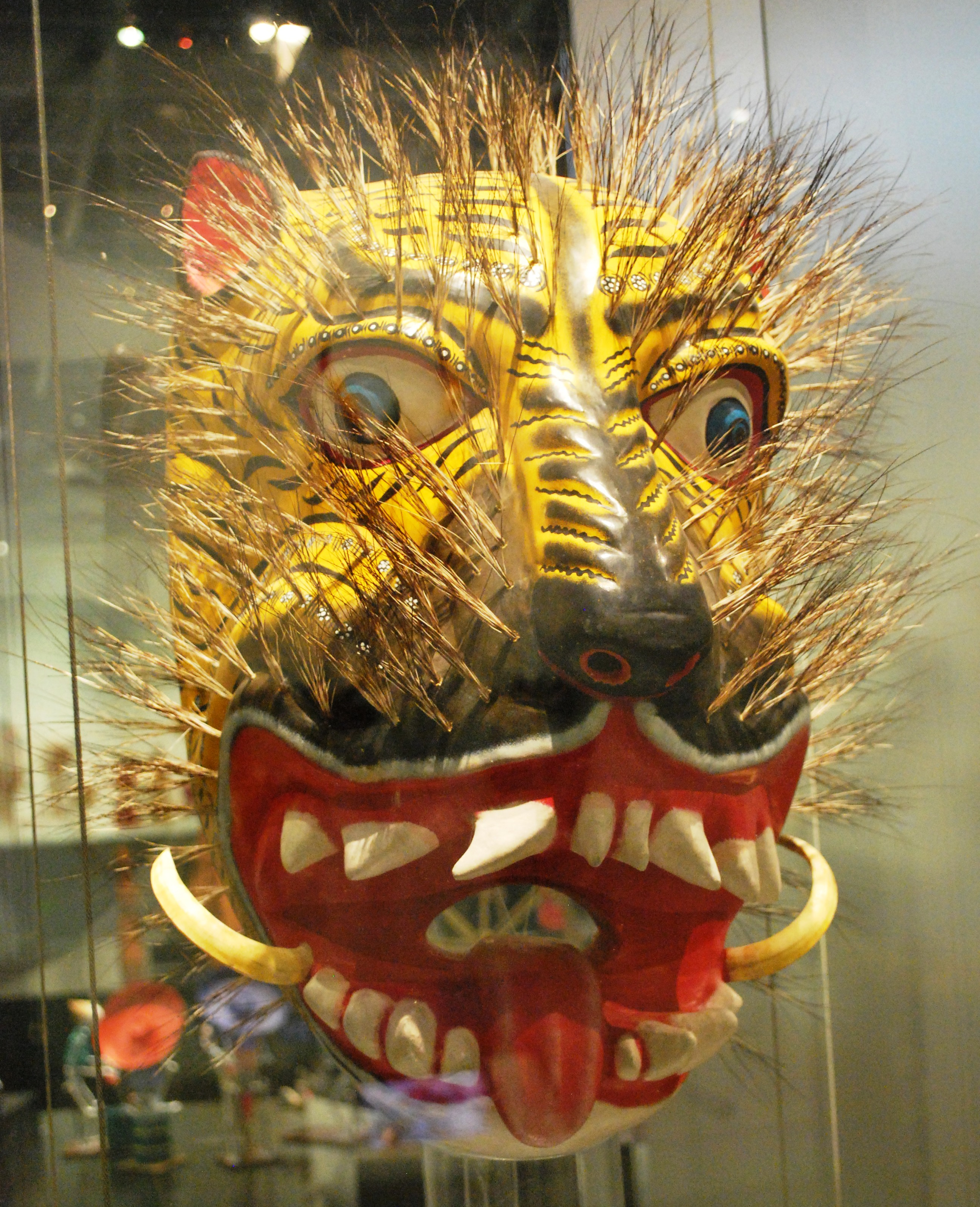
La màscara de jaguar-tigre de Guerrero en exhibició al Museu d'Art Popular (Ciutat de Mèxic)
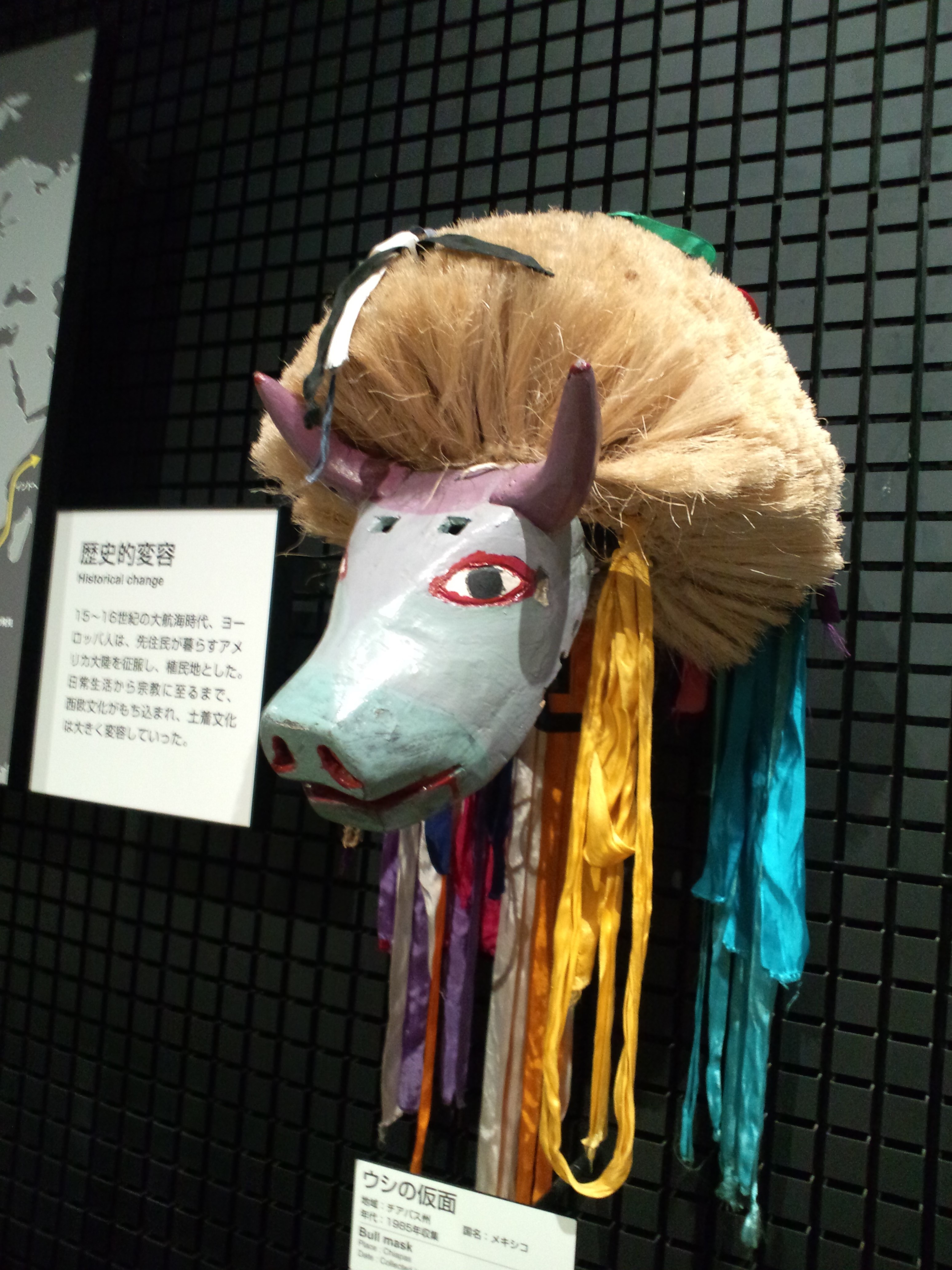
Màscara de toro de Chiapas al Museu Nacional d'Etnologia del Japó